# Абэнобаси: волшебный торговый квартал
«Абэнобаси: волшебный торговый квартал» (яп. アベノ橋魔法☆商店街 Абэнобаси Махо: сё:тэнгаи) — аниме режиссёра Хироюки Ямага, выпущенное студией Gainax. Премьера состоялась 4 апреля 2002 года на канале Kids Station. Лицензию для распространения в Северной Америке и Канаде приобрела компания ADV Films. По мотивам сериала была выпущена манга за авторством Сатору Акахори.

## Сюжет
В торговом округе «Абэнобаси» живут два подростка, которые дружат с детства — Аруми и Саси. Однажды, родители Аруми решают переехать в Хоккайдо, что очень огорчает Саси. Однако, Аруми относится к переезду достаточно спокойно. Саси, пытаясь стравить между собой отца Аруми, выступающего за отъезд, и её деда, который категорически против, обнаруживает вывеску магазина семьи Аруми — пеликана, которого почему-то не видно с улицы. Как выясняется, вывески четырёх магазинов, четырёх семейств установлены строителем округа и выступают в роли его талисманов. Вскоре после этого, дед Аруми пытаясь согнать с вывески кота, разбивает пеликана и падает на землю с большой высоты сам. И вскоре после этого, подростки переносятся в параллельные миры. Почти в каждом таком мире есть определённое задание, которое они должны выполнить, после чего появляется Они (чертёнок), готовый выполнить любое их желание. Но сколько подростки не просят вернуть их домой, Они лишь отправляет их в новый мир. Как выясняется, это связано с тем, что все миры отвечают желаниям Саси, который предпочитает развлекаться в волшебных мирах, вместо того, чтобы вернуться домой. Но есть и другая причина — на самом деле дед Аруми, Масаюки, умер при падении, и Саси, желая отменить его смерть, неосознанно воспользовался заклинанием создателя Абэнобаси, Абэно. Однако, оно связано с изменением прошлого и переносит человека в другой мир. Поэтому, пока Саси не примет смерть деда — подростки не смогут вернуться в свой мир.

## Персонажи
Сатоси Имамия (яп. 今宮聖志 Имамия Сатоси) — (в сериале имя зачастую сокращается до «Саси») — главный герой. Разбирается в динозаврах, оружии и играх. Тем не менее, плохо учится в школе. Его желание отменить смерть деда Аруми перенесло его и Аруми в миры порождённые его фантазиями и из-за его нежелания вернуться в реальный мир, Саси и Аруми застряли в бесконечных округах Абэнобаси, отвечающих желаниям Саси. Мирах, где им приходится сражаться на гигантских роботах, мирах, где Саси окружён множеством симпатичных школьниц и тому подобных. Стараниями Абэно, Саси становится оммёдзи. Однако, полученных знаний для Саси оказывается недостаточным, чтобы изменить реальный мир. В итоге Абэно выясняет что Саси является богом Ясутика и в этой форме Саси всё же удаётся переделать реальный мир так, что Масаюки остаётся жив.
Сэйю: Томо Саэки
Аруми Асахина (яп. 朝比奈あるみ Асахина Аруми) — главная героиня. Считает все миры созданные Саси (включая тот, который Саси пытался сделать специально для неё) глупостью и имеет единственное желание — вернуться в настоящий мир. Бьёт Саси как со зла, так и просто, чтобы доказать ему что в случае смерти в очередном Абэнобаси он всё равно воскреснет.
Сэйю: Юки Мацуока
Ютос (яп. ユータス Ю:тосу) — (настоящее имя — Абэ-но Сэймэй) строитель Абэнобаси. В отличие от неопытного в подобных делах Саси, перемещается между мирами вполне осознанно. Тысячу лет назад он был оммёдзи. В то время он полюбил жившую в округе Абэно девушку по имени Мунэ бывшую замужем за Масаюки. Однако, по причинам занятости он был вынужден временно покинуть округ. Когда он вернулся — он обнаружил что её муж узнав о романе Абэно и Муне сошёл с ума от ревности и только что убил и Мунэ, и себя. Пытаясь вернуть их к жизни, Абэно собрал все свои знания и в результате его заклинание перенесло его на тысячу лет в будущее. Там он обнаружил что Мунэ и Масаюки живы и не являются парой. Однако, когда он увидел что его развитие отношений с Мунэ вновь приводит к ревности Масаюки — он покинул Абэнобаси.
Сэйю: Рикия Кояма
Мунэ Мунэ (яп. ムネムネ Мунэ Мунэ) — бабушка Саси. Настоящее имя — Мунэ Имамия. В мирах придуманных Саси, появляется в виде девушки с большой грудью и всегда преследует Абэно. В конце сериала, Саси свёл Мунэ и Абэно вместе.
Сэйю: Ая Хисакава

## Восприятие
Аллен Диверс, критик сайта Anime News Network отметила, что в отличие от большинства фантастических аниме-сериалов, где авторы стремятся создать уникальную и сложную вселенную с нотками мыльной оперы, Абэнобаси выглядит, как зрелая и простая история, быстро превращающаяся в безумное приключение. Юмор в сериале представлен очень качественно и разнообразно, помимо этого есть множество отсылок к японским и американским поп-культурам и элементам разных аниме-жанров. С другой стороны, если аниме начнёт смотреть непросвещённый новичок, то большая часть юмора останется закрытым для него. Главной уникальной чертой сериала по мнению критика является его визуальный вид, дизайн персонажей и стиль анимации, которые постоянно меняются в зависимости от ситуации и действий на экране. В общем критик дал аниме оценку А и рекомендует сериал к просмотру.